# Horner-elrendezés
A Horner-elrendezés a matematikában egy módszer, ami leegyszerűsíti a behelyettesítést a polinomokba. Használható a polinom értékének meghatározására vagy gyökök közelítésére. Az utóbbi felhasználást Ruffini-Horner módszerként ismerik.
Az eljárást az angol William George Hornerről nevezték el, habár Paolo Ruffini és (hat évszázaddal korábban) Quin Jiushao is ismerte.

## Definíció
Tetszőleges polinomgyűrű fölötti {\displaystyle n}-edfokú {\displaystyle p(x)=a_{0}+a_{1}x+a_{2}x^{2}+\dotsb +a_{n}x^{n}} polinom Horner-elrendezése:
{\displaystyle p(x)=(\dotso (a_{n}x+a_{n-1})x+\dotsb )x+a_{0}.}

## Az algoritmus leírása
Adva legyen a
{\displaystyle p(x)=\sum _{i=0}^{n}a_{i}x^{i}=a_{0}+a_{1}x+a_{2}x^{2}+a_{3}x^{3}+\cdots +a_{n}x^{n},}
polinom, ahol az {\displaystyle a_{0},\ldots ,a_{n}} együtthatók valósak, és értékét az {\displaystyle x} egy bizonyos helyén szeretnénk kiszámítani, ezt jelölje {\displaystyle x_{0}}.
Ehhez a következő sorozatot számítjuk ki:
{\displaystyle {\begin{aligned}b_{n}&:=a_{n}\\b_{n-1}&:=a_{n-1}+b_{n}x_{0}\\&{}\ \ \vdots \\b_{0}&:=a_{0}+b_{1}x_{0}.\end{aligned}}}
Ekkor {\displaystyle b_{0}} éppen a {\displaystyle p(x_{0})} érték.
Ennek bizonyítására írjuk fel a polinomot így:
{\displaystyle p(x)=a_{0}+x(a_{1}+x(a_{2}+\cdots +x(a_{n-1}+a_{n}x))).\,}
Ebbe a kifejezésbe helyettesítsük vissza {\displaystyle b_{i}}-t:
{\displaystyle {\begin{aligned}p(x_{0})&=a_{0}+x_{0}(a_{1}+x_{0}(a_{2}+\cdots +x_{0}(a_{n-1}+b_{n}x_{0})))\\&=a_{0}+x_{0}(a_{1}+x_{0}(a_{2}+\cdots +x_{0}(b_{n-1})))\\&{}\ \ \vdots \\&=a_{0}+x_{0}(b_{1})\\&=b_{0}.\end{aligned}}}

## Alkalmazások
A leggyakoribb alkalmazása a polinomba helyettesítés, de számítható vele a polinom valahányadik deriváltja is. A Newton-módszerrel párosítva segít meghatározni az összes gyököt, amire a függvénydiszkusszióhoz vagy a grafikon felrajzolásához is szükséges. A Definícióban említett felírás a fordított lengyelforma kezelésére is alkalmas.
Használható különböző helyi értékes számrendszerek közötti átváltásra, ahol is az x a számrendszer alapja, és az ai együtthatók az x alapú számrendszerbeli jegyek. Mátrixok behelyettesítésével a számítás sebessége tovább gyorsítható a mátrixszorzás sajátságainak felhasználásával. Így n helyett csak {\displaystyle {\sqrt {n}}} szorzásra van szükség Paterson és Stockmeyer módszerével.
1975 és 2003 között német nyelvterületen Horner-sémával számították a jövedelemadót a kerekítési hibák elkerülésére.

## Táblázatos írásmód
A táblázatokat ezzel a polinommal mutatjuk be:
{\displaystyle 11+7x-5x^{2}-4x^{3}+2x^{4}\;=\;11+x\cdot \left(7+x\cdot (-5+x\cdot (-4+x\cdot 2))\right)}
Legyenek most
| {\displaystyle \alpha \;:=}   | {\displaystyle \;\;2}                                                          |
| {\displaystyle \beta \;:=}    | {\displaystyle \;\,\;2\cdot x-4=\alpha \cdot x-4}                              |
| {\displaystyle \gamma \;:=}   | {\displaystyle \;\;(2\cdot x-4)\cdot x-5=\beta \cdot x-5}                      |
| {\displaystyle \delta \;:=}   | {\displaystyle \;((2\cdot x-4)\cdot x-5)\cdot x+7=\gamma \cdot x+7}            |
| {\displaystyle \epsilon \;:=} | {\displaystyle (((2\cdot x-4)\cdot x-5)\cdot x+7)\cdot x+11=\delta \cdot x+11} |

A három soros táblázat első sorába írjuk az együtthatókat, a másodikba a köztes szorzatokat, a harmadikba a részösszegeket.
Tehát a táblázat:
| {\displaystyle {\,2}}               |                           |                           |                           | {\displaystyle {\,-4}}                |                           |                           |                           | {\displaystyle {\,-5}}                |                           |                           |                           | {\displaystyle {\,7}}                  |                           |                           |                           | {\displaystyle {\,11}}                    |
| {\displaystyle {\Bigg \downarrow }} |                           |                           |                           | {\displaystyle +}                     |                           |                           |                           | {\displaystyle +}                     |                           |                           |                           | {\displaystyle +}                      |                           |                           |                           | {\displaystyle +}                         |
| {\displaystyle {\Bigg \downarrow }} |                           |                           |                           | {\displaystyle \,\alpha x}            |                           |                           |                           | {\displaystyle \,\beta x}             |                           |                           |                           | {\displaystyle \,\gamma x}             |                           |                           |                           | {\displaystyle \,\delta x}                |
| {\displaystyle {\Bigg \downarrow }} |                           |                           | {\displaystyle \nearrow } | {\displaystyle \mid }                 |                           |                           | {\displaystyle \nearrow } | {\displaystyle \mid }                 |                           |                           | {\displaystyle \nearrow } | {\displaystyle \mid }                  |                           |                           | {\displaystyle \nearrow } | {\displaystyle \mid }                     |
| {\displaystyle {\Bigg \downarrow }} |                           | {\displaystyle \cdot {x}} |                           | {\displaystyle {=}}                   |                           | {\displaystyle \cdot {x}} |                           | {\displaystyle {=}}                   |                           | {\displaystyle \cdot {x}} |                           | {\displaystyle {=}}                    |                           | {\displaystyle \cdot {x}} |                           | {\displaystyle {=}}                       |
| {\displaystyle {\Bigg \downarrow }} | {\displaystyle \nearrow } |                           |                           | {\displaystyle \downarrow }           | {\displaystyle \nearrow } |                           |                           | {\displaystyle \downarrow }           | {\displaystyle \nearrow } |                           |                           | {\displaystyle \downarrow }            | {\displaystyle \nearrow } |                           |                           | {\displaystyle \downarrow }               |
| {\displaystyle {\,2=\alpha }}       |                           |                           |                           | {\displaystyle {\,\alpha x-4=\beta }} |                           |                           |                           | {\displaystyle {\,\beta x-5=\gamma }} |                           |                           |                           | {\displaystyle {\,\gamma x+7=\delta }} |                           |                           |                           | {\displaystyle {\,\delta x+11=\epsilon }} |

Más írásmódok is léteznek, például a kaszkádolt, de erről majd később.

## Polinomok

### Polinomfüggvény értékének kiszámítása
Értékeljük ki az {\displaystyle f(x)=2x^{3}-6x^{2}+2x-1\,} polinomot az {\displaystyle x=3.\;} helyen:
Polinomosztás:
```
 
x
₀│   
x
³    
x
²    
x
¹    
x
⁰
 3 │   2    −6     2    −1
   │         6     0     6
   └────────────────────────
       2     0     2     5
```

A harmadik sor elemei az első két sor elemeinek összegei. A második sor minden eleme az x-be helyettesített érték (itt 3) és a harmadik sor balra eső elemének szorzata. Az első sorban rendre a polinom együtthatói szerepelnek. Eszerint az {\displaystyle f(x)} maradéka {\displaystyle x-3}-mal osztva 5.
A polinomok maradéktétele szerint ez a maradék éppen {\displaystyle f(3)}, tehát {\displaystyle f(3)=5}.

### Polinomosztás
Ebben a példában {\displaystyle a_{3}=2,a_{2}=-6,a_{1}=2,a_{0}=-1}. Megfigyelve a táblázatot láthatjuk, hogy {\displaystyle b_{3}=2,b_{2}=0,b_{1}=2,b_{0}=5}, ami éppen a harmadik sor. Így a polinomosztás is a Horner-elrendezésen alapul. A polinomok maradéktétele szerint a harmadik sorban a polinomosztás hányadosának együtthatói szerepelnek, azaz {\displaystyle f(x)} és {\displaystyle x-3} hányadosa. Emiatt a polinomosztás hányadosának meghatározására is alkalmas a Horner-elrendezés.
Most osszuk az {\displaystyle x^{3}-6x^{2}+11x-6\,} polinomot {\displaystyle x-2\,}-vel:
```
 2 │   1    −6    11    −6
   │         2    −8     6
   └────────────────────────
       1    −4     3     0
```

A hányados {\displaystyle x^{2}-4x+3\,}.
Legyen {\displaystyle f_{1}(x)=4x^{4}-6x^{3}+3x-5\,} és {\displaystyle f_{2}(x)=2x-1\,}. Osszuk {\displaystyle f_{1}(x)\,}-et {\displaystyle f_{2}\,(x)}-vel a Horner-elrendezés szerint:
```
  2 │  4    −6    0    3   │   −5
────┼──────────────────────┼───────
  1 │        2   −2   −1   │    1
    └──────────────────────┼───────
       2    −2   −1    1   │   −4
```

A harmadik sor az első két sor összege 2-vel osztva. A második sor minden eleme 1 és a harmadik sor balra eső elemének szorzata. Az eredmény:
{\displaystyle {\frac {f_{1}(x)}{f_{2}(x)}}=2x^{3}-2x^{2}-x+1-{\frac {4}{2x-1}}.}

### Gyökkeresés

Polinom gyökeinek közelítése a Newton-módszer és a Horner-elrendezés kombinálásával

A Newton-módszerrel kombinálva felgyorsítja a Newton-módszert, és alkalmazhatóvá teszi arra, hogy megtalálja a polinom összes valós gyökét. Adva legyen az {\displaystyle n}-edfokú {\displaystyle p_{n}(x)} polinom, aminek gyökei {\displaystyle z_{n}<z_{n-1}<\cdots <z_{1},}, és legyen {\displaystyle x_{0}} a kezdeti becslés. Ismételjük a következő lépéseket:
1. A Newton-módszerrel megkeressük az {\displaystyle x_{0}} közelében levő gyök közelítő értékét.
2. A Horner-módszerrel kiosztjuk {\displaystyle (x-z_{1})}-et, így kapjuk a {\displaystyle p_{n-1}} közelítő tényezőt. Ezzel visszatérünk az 1. lépéshez, és kezdeti becslésnek {\displaystyle z_{1}}-et vesszük.
Ezeket a lépéseket ismételjük mindaddig, amíg az eredmény elég pontos nem lesz. Ha nem elég pontosak, akkor az eredmény finomításához inkább az eredeti polinomot használjuk, mint a köztes közelítő tényezőket, és a gyökök kapott közelítő értékeit.
Tekintsük a {\displaystyle p_{6}(x)=(x-3)(x+3)(x+5)(x+8)(x-2)(x-7)} polinomot, ami kifejtve
{\displaystyle p_{6}(x)=x^{6}+4x^{5}-72x^{4}-214x^{3}+1127x^{2}+1602x-5040.}
Most tudjuk, hogy ennek a legnagyobb gyöke 7; kezdeti becslésnek vegyünk 8-at. Newton-módszerrel megtaláljuk a 7-et, mint legnagyobb gyököt. Az ábrán feketével jelölve. Leosztva {\displaystyle (x-7)}-tel kapjuk a következő polinomot:
{\displaystyle p_{5}(x)=x^{5}+11x^{4}+5x^{3}-179x^{2}-126x+720\,}, aminek grafikonját pirossal láthatjuk az ábrán. A Newton-módszert 7-ből indítva meg is találjuk a gyököt 3-nál, amit piros kör jelez. Leosztva {\displaystyle (x-3)}-mal kapjuk, hogy: {\displaystyle p_{4}(x)=x^{4}+14x^{3}+47x^{2}-38x-240\,} aminek grafikonját sárgával mutatja az ábra.
A Newton-módszer most 2 körül jelzi a gyököt, ezt sárgával mutatja az ábra. A következő polinom {\displaystyle p_{3}(x)=x^{3}+16x^{2}+79x+120\,} zölddel szerepel. Ennek egy gyökét -3 közelében találjuk, zöld körrel. Leosztva {\displaystyle p_{2}(x)=x^{2}+13x+40\,} kék színnel, amiből a -5 gyök egy közelítését nyerjük, ezt kék kör jelzi. Az utolsó gyök becslését leosztva kaphatjuk, vagy egyenlet felírásával és megoldásával. Az utolsó gyök -8.

### Lineáris transzformáció
Bizonyos esetekben, például a Newton-módszer használata esetén, nagyon hasznos lehet, ha egy polinomot eltolunk egy konstanssal. Jelölje a polinomot {\displaystyle P}, amit eltolunk egy {\displaystyle a} konstanssal. Ehhez elvégezzük az {\displaystyle x=a+y} helyettesítést:
{\displaystyle P(x)=P(a+y)\;=\;P_{a}(y)=P_{a}(x-a)}
Egy ilyen lineáris transzformáció eredményét megkaphatjuk a zárójelek kibontásával és összevonással. Ezt megkönnyíti a Horner-elrendezés.
Legyen {\displaystyle P(x)=\sum _{i=0}^{n}a_{i}x^{i}} {\displaystyle n}-edfokú polinom, és legyen a helyettesítés {\displaystyle y=x-a}. Ezt akarjuk {\displaystyle y} hatványai szerint kifejteni. Ehhez a {\displaystyle P(x)} polinomot osztjuk {\displaystyle y=x-a}-val, ahol a hányadost {\displaystyle E_{1}(x)}, a maradékot {\displaystyle r_{0}} jelöli. Így
{\displaystyle P(x)\;=E_{1}(x)(x-a)+r_{0}}
A következő lépésben {\displaystyle E_{1}(x)}-et osztjuk, ezzel kapjuk az {\displaystyle E_{2}} hányadost és az {\displaystyle r_{1}} maradékot:
{\displaystyle E_{1}(x)\;=E_{2}(x)(x-a)+r_{1}}
{\displaystyle n} osztás után:
{\displaystyle E_{n-1}(x)\;=E_{n}(x)(x-a)+r_{n-1}} mit {\displaystyle E_{n}(x)\;=a_{n}=:r_{n}}
Következik, hogy:
{\displaystyle {\begin{matrix}P(x)&=&E_{1}(x)(x-a)+r_{0}\\&=&\left(E_{2}(x)(x-a)+r_{1}\right)(x-a)+r_{0}\\&=&\left(\dotso \left(r_{n}(x-a)+r_{n-1}\right)(x-a)+\dotsb +r_{1}\right)(x-a)+r_{0}\\\end{matrix}}}
Az {\displaystyle y=x-a} helyettesítéssel a lineáris transzformáció:
{\displaystyle P_{a}}
{\displaystyle {\begin{matrix}P_{a}(y)&=&\left(\dotso \left(r_{n}y+r_{n-1}\right)y+\dotsb +r_{1}\right)y+r_{0}\\&=&\sum _{i=0}^{n}r_{i}y^{i}\end{matrix}}}
Így a transzformációval kapott polinom jegyei a különböző számrendszerek közötti átváltáshoz hasonlóan adják {\displaystyle P_{a}} együtthatóit.
Például a {\displaystyle P(x)\,=\,x^{3}-2x-5} polinomba helyettesítünk {\displaystyle x-2}-t, mivel a Newton-módszerrel az {\displaystyle x=2} közelében levő gyököt keressük. Tegát keressük a {\displaystyle P_{2}(x)=P(2+x)} polinom együtthatóit.
|    | 1 | 0 | −2 | −5 |
| 2) |   | 2 | 4  | 4  |
|    | 1 | 2 | 2  | −1 |
| 2) |   | 2 | 8  |    |
|    | 1 | 4 | 10 |    |
| 2) |   | 2 |    |    |
|    | 1 | 6 |    |    |

Tehát a keresett polinom {\displaystyle P_{2}(x)\,=\,x^{3}+6x^{2}+10x-1}.

### Deriválás
A Horner-elrendezés hasznos eszköz a derivált kiszámítására.
Végezzük el az
{\displaystyle {\frac {P(x)}{(x-x_{0})}}}
osztást. Ekkor az eredmény kiolvasható a Horner-elrendezésből:
{\displaystyle P_{e}(x)+{\frac {r}{(x-x_{0})}},}
Az előzményekből látható, hogy {\displaystyle r=P(x_{0})}.
Továbbá
{\displaystyle {\frac {P(x)}{(x-x_{0})}}=P_{e}(x)+{\frac {P(x_{0})}{(x-x_{0})}}}
{\displaystyle \Rightarrow \;{\frac {P(x)-P(x_{0})}{(x-x_{0})}}=P_{e}(x)}
A {\displaystyle P^{\prime }(x)} derivált differenciálhányadossal számolható. Teljesül, hogy:
{\displaystyle P^{\prime }(x_{0})={\frac {\mathrm {d} P(x_{0})}{\mathrm {d} x}}=\lim _{x\rightarrow x_{0}}{\frac {P(x)-P(x_{0})}{(x-x_{0})}}}
innen
{\displaystyle P^{\prime }(x_{0})=P_{e}(x_{0})}
Eszerint a Horner-elrendezés harmadik sorában álló számok éppen {\displaystyle P_{e}(x_{0})} együtthatói. Még egyszer alkalmazva {\displaystyle P^{\prime }(x_{0})} értéke is megkapható.
Példaként tekintsük a {\displaystyle P(x)=x^{5}-4x^{4}+4x^{3}+3x^{2}-8x+4} polinomot az x=2 helyen.
|    | 5 | −16 | 12  | 6 | −8 |
| 2) |   | 10  | −12 | 0 | 12 |
|    | 5 | −6  | 0   | 6 | 4  |

Az elrendezésből leolvasható, hogy {\displaystyle P(2)\,=\,0} és {\displaystyle P^{\prime }(2)\,=4}.
Ellenőrzésként számítsuk ki a deriváltat, és helyettesítsünk be:
{\displaystyle P^{\prime }(x)=5x^{4}-16x^{3}+12x^{2}+6x-8}
|    | 5 | −16 | 12  | 6 | −8 |
| 2) |   | 10  | −12 | 0 | 12 |
|    | 5 | −6  | 0   | 6 | 4  |

A Horner-elrendezés szerint is {\displaystyle P^{\prime }(2)\,=4}.

### Magasabb rendű deriváltak
A magasabb rendű deriváltak értékei is kiolvashatók a Horner-elrendezésből. Legyen :{\displaystyle P(x)=\sum _{i=0}^{n}a_{i}x^{i}az} és {\displaystyle P_{a}(y)=\sum _{i=0}^{n}r_{i}y^{i}}, ahol {\displaystyle x=a+y}
a polinom, aminek együtthatóit a Lineáris transzformáció szakaszban leírtak szerint számítottuk. Így
{\displaystyle P^{(k)}(a)=P^{(k)}(a+0)=P_{a}^{(k)}(0)=k!\,r_{k}}

## Számrendszerek közötti átváltás

### Átváltás tízes számrendszerbe
Helyi értékes számrendszerekben a számokat polinomokként ábrázoljuk, ahol is a határozatlan a számrendszer alapjával egyezik. Például, ha számrendszer tízes, akkor {\displaystyle x=10} Kettes számrendszerben {\displaystyle x=2}
Például az 110101 kettes számrendszerbeli számot szeretnénk átváltani tízes számrendszerbe. Felírjuk az 110101-et polinomként: {\displaystyle P_{110101}(x)=1\cdot x^{5}+1\cdot x^{4}+0\cdot x^{3}+1\cdot x^{2}+0\cdot x^{1}+1\cdot x^{0}}
Behelyettesítve az {\displaystyle x=2} alapot:
{\displaystyle \mathrm {d} =P_{110101}(2)=1\cdot 2^{5}+1\cdot 2^{4}+0\cdot 2^{3}+1\cdot 2^{2}+0\cdot 2^{1}+1\cdot 2^{0}}
Horner-elrendezésben:
{\displaystyle \mathrm {d} =((((1\cdot 2+1)\cdot 2+0)\cdot 2+1)\cdot 2+0)\cdot 2+1}
A számításokat lépésekben végezzük, ahol egy lépés egy szorzásból és egy összeadásból áll. Áttekintésként a lépéseket egymás alá írjuk, és megjelöljük a részeredményeket:
{\displaystyle {\begin{matrix}d_{0}&=&&&&&1&&{\text{(1. jegy)}}\\d_{1}&=&d_{0}\cdot 2+1&=&1\cdot 2+1&=&3&&{\text{(2. jegy)}}\\d_{2}&=&d_{1}\cdot 2+0&=&3\cdot 2+0&=&6&&{\text{(3. jegy)}}\\d_{3}&=&d_{2}\cdot 2+1&=&6\cdot 2+1&=&13&&{\text{(4. jegy)}}\\d_{4}&=&d_{3}\cdot 2+0&=&13\cdot 2+0&=&26&&{\text{(5. jegy)}}\\d_{5}&=&d_{4}\cdot 2+1&=&26\cdot 2+1&=&53&&{\text{(6. jegy)}}\\\mathbf {d} &=&d_{5}&&&=&\mathbf {53} \\\end{matrix}}}
Ezzel meg is határoztuk a tízes számrendszerbeli felírást.
Általánosítva, az {\displaystyle x} alapú számrendszerből váltunk át, ahol a számításokat az {\displaystyle y} alapú számrendszerben végezzük, amibe a számot átváltjuk.
- az első jegy a kezdőérték
- minden lépésben az eddigi értéket szorozzuk {\displaystyle x}-szel, és hozzáadjuk a következő jegyet
- amíg a szám végére nem érünk.

Mivel általában tízes számrendszerben számolunk, azért itt többnyire {\displaystyle y=10}. A másik irányba inkább egy másik módon végezzük az átváltást, habár ez is használható lenne.
A legegyszerűbb újra a táblázatos forma:
|    | 1 | 1 | 0 | 1  | 0  | 1  |
| 2) |   | 2 | 6 | 12 | 26 | 52 |
|    | 1 | 3 | 6 | 13 | 26 | 53 |

### Kaszkádolt Horner-elrendezés
Az egyszerű felírás hátránya az, hogy lehet, hogy nagy tényezőkkel kell szorozni. Ahhoz, hogy a klis egyszeregynél maradhassunk, kaszkádolni kell. Lényege, hogy a tízeseket átvitelként a következő oszlop egyesei alá írjuk. A fenti példában a 13-ból a 3-ast a 12 alá írjuk, az 1-est a 3 alá. A következő lépésben csak a 3*2 + 0 = 6-ot számoljuk ki. Az eredményt itt is hasonlóan kezeljük, csak itt a tízes átvitel 0 lesz. Az utolsó számítás  (6*2 + 1) újra 13-at eredményez, melynek utolsó jegye a végeredmény utolsó jegyével egyezik.
|    | 1 | 1 | 0 | 1  | 0 | 1  |
| 2) |   | 2 | 6 | 12 | 6 | 12 |
|    | 1 | 3 | 6 | 3  | 6 | 3  |
|    |   | 0 | 0 | 1  | 0 | 1  |

A további jegyek számításához újra fel kell írni a Horner-sémát az utolsó sorban álló tízesekre (00101):
|    | 1 | 1 | 0 | 1  | 0 | 1  |
| 2) |   | 2 | 6 | 12 | 6 | 12 |
|    | 1 | 3 | 6 | 3  | 6 | 3  |
|    |   | 0 | 0 | 1  | 0 | 1  |
| 2) |   |   |   |    | 2 | 4  |
|    |   |   |   | 1  | 2 | 5  |
|    |   |   |   |    | 0 | 0  |

Mivel itt az átvitel csupa nulla, az eljárás véget ér. A végeredményt az egyes táblázatokban kiemelt számjegyek adják.

### Egyszerűsített írásmód
A kaszkádolt Horner-elrendezés több fejszámolás árán egyszerűsíthető. Ez gyorsítja a számítást.
Az eredeti szám jegyeit függőlegesen írjuk egymás alá. Emellé balra függőleges vonalat húzunk. Az utolsó jegy alá pedig egy vízszintest, ez alá kerül az eredmény.
Először a legnagyobb helyi értékű jegyet (1) eggyel lejjebb másoljuk a függőleges mellé balra. A bal oldalon álló számot megszorozzuk az alappal, és hozzáadjuk a jobbra álló számot (1). Az eredmény tízesét (0) eggyel balra írjuk, egyesét (3) a bal oldalon álló szám alá. Ezt az eljárást ismételjük, amíg az oszlop aljára nem érünk. A következő lépésben ezt a számot (3) szorozzuk az alappal, és hozzáadjuk a következő jegyet (0). Az eredményt (3*2 + 0 = 6) az előzőhöz hasonlóan jegyezzük fel. A harmadik számítás 6*2 + 1 = 13, a negyedik 3*2 + 0 = 6, az ötödik 6*2 + 1 = 13. Az eredmény utolsó jegye a vízszintes vonal alá jut.
|  |  |  |  | 1   |
|  |  |  |  | 1   |
|  |  |  |  | 0   |
|  |  |  |  | 1   |
|  |  |  |  | 0   |
|  |  |  |  | 1   |
|  |  |  |  | (2) |

|  |  |  |   | 1   |
|  |  |  | 1 | 1   |
|  |  |  |   | 0   |
|  |  |  |   | 1   |
|  |  |  |   | 0   |
|  |  |  |   | 1   |
|  |  |  |   | (2) |

|  |  |   |   | 1   |
|  |  | 0 | 1 | 1   |
|  |  |   | 3 | 0   |
|  |  |   |   | 1   |
|  |  |   |   | 0   |
|  |  |   |   | 1   |
|  |  |   |   | (2) |

|  |  |   |   | 1   |
|  |  | 0 | 1 | 1   |
|  |  | 0 | 3 | 0   |
|  |  |   | 6 | 1   |
|  |  |   |   | 0   |
|  |  |   |   | 1   |
|  |  |   |   | (2) |

|  |  |   |   | 1   |
|  |  | 0 | 1 | 1   |
|  |  | 0 | 3 | 0   |
|  |  | 1 | 6 | 1   |
|  |  |   | 3 | 0   |
|  |  |   |   | 1   |
|  |  |   |   | (2) |

|  |  |   |   | 1   |
|  |  | 0 | 1 | 1   |
|  |  | 0 | 3 | 0   |
|  |  | 1 | 6 | 1   |
|  |  | 0 | 3 | 0   |
|  |  |   | 6 | 1   |
|  |  |   |   | (2) |

|  |  |   |   | 1   |
|  |  | 0 | 1 | 1   |
|  |  | 0 | 3 | 0   |
|  |  | 1 | 6 | 1   |
|  |  | 0 | 3 | 0   |
|  |  | 1 | 6 | 1   |
|  |  |   | 3 | (2) |

A további számításokban az itt fel nem használt tízesekből indulunk ki, amivel ugyanúgy számolunk, mint az előző egyesekkel. A vezető nullákat elhagyhatjuk. Az első értékes jegyet (1) eggyel lejjebb másoljuk az újabb függőleges vonal túlsó oldalára. Megszorozzuk az alappal, és hozzáadjuk a következő jegyet (0). A tízeseket és az egyeseket az előzőhöz hasonlóan, átlósan jegyezzük fel. Az utolsó számítás (2*2 + 1 = 05) egyese a vízszintes vonal alá jut. EZ a végeredmény következő jegye.
|  |  |   |   | 1   |
|  |  | 0 | 1 | 1   |
|  |  | 0 | 3 | 0   |
|  |  | 1 | 6 | 1   |
|  |  | 0 | 3 | 0   |
|  |  | 1 | 6 | 1   |
|  |  |   | 3 | (2) |

|  |   |   |   | 1   |
|  |   | 0 | 1 | 1   |
|  |   | 0 | 3 | 0   |
|  |   | 1 | 6 | 1   |
|  | 1 | 0 | 3 | 0   |
|  |   | 1 | 6 | 1   |
|  |   |   | 3 | (2) |

|   |   |   |   | 1   |
|   |   | 0 | 1 | 1   |
|   |   | 0 | 3 | 0   |
|   |   | 1 | 6 | 1   |
| 0 | 1 | 0 | 3 | 0   |
|   | 2 | 1 | 6 | 1   |
|   |   |   | 3 | (2) |

|   |   |   |   | 1   |
|   |   | 0 | 1 | 1   |
|   |   | 0 | 3 | 0   |
|   |   | 1 | 6 | 1   |
| 0 | 1 | 0 | 3 | 0   |
| 0 | 2 | 1 | 6 | 1   |
|   | 5 |   | 3 | (2) |

|   |   |   |   | 1   |
|   |   | 0 | 1 | 1   |
|   |   | 0 | 3 | 0   |
|   |   | 1 | 6 | 1   |
| 0 | 1 | 0 | 3 | 0   |
| 0 | 2 | 1 | 6 | 1   |
|   | 5 |   | 3 | (2) |

Mivel a tízesek oszlopában csupa nulla áll, a számítás befejeződött. A végeredmény a vízszintes vonal alatt áll, és mivel jobbról balra haladtunk, helyes sorrendben.

### Átváltás tízes számrendszerből
Használhatnánk a fenti módszert, de mivel a tízes számrendszerhez vagyunk szokva, kényelmesebb fordítva visszaszámolni. A szorzást a cél számrendszer alapszámával végzett maradékos osztás helyettesíti. A végeredményt jobbról balról olvasva kapjuk a maradékokból.
A táblázatban a kiindulási szám jegyeit egymás alá írjuk, és az eredménynek vízszintes vonalat húzunk. A cél számrendszer alapját emlékeztetőül feljegyezhetjük a jobb alsó sarokba.
|  | 5 |     |
|  | 3 |     |
|  |   | (2) |

Az első jegyet egy vezető nullával bővítjük (05), és osztjuk az új számrendszer alapjával (2). A hányadost a balra következő oszlopba írjuk, a maradékot pedig a következő jegy elé.
|  | 05 |     |
|  | 3  |     |
|  |    | (2) |

| 2 | 05 |     |
|   | 13 |     |
|   |    | (2) |

A maradék, mint tízes a következő jeggyel (3), mint egyes kétjegyű számot alkot. Ezt újra elosztjuk a számrendszer alapjával, a hányadost balra, a maradékot a következő jegy elé írjuk tízesként, ha van következő jegy. Ha ilyen nincs, akkor megkaptuk az átváltott szám egyes helyi értékű jegyét.
| 2 | 05 |     |
|   | 13 |     |
|   |    | (2) |

| 2 | 05 |     |
| 6 | 13 |     |
|   | 1  | (2) |

A hányadosokat összefogva egy újabb számmal végezzük el az átváltást, így megkapjuk a hátulról következő jegyet.
|  | 02 | 05 |     |
|  | 6  | 13 |     |
|  |    | 1  | (2) |

| 1 | 02 | 05 |     |
|   | 06 | 13 |     |
|   |    | 1  | (2) |

| 1 | 02 | 05 |     |
|   | 06 | 13 |     |
|   |    | 1  | (2) |

| 1 | 02 | 05 |     |
| 3 | 06 | 13 |     |
|   | 0  | 1  | (2) |

Most egy nullát kapunk következő jegyként, és a hányadosokból további feldolgozásra 13-at.
|  | 01 | 02 | 05 |     |
|  | 3  | 06 | 13 |     |
|  |    | 0  | 1  | (2) |

| 0 | 01 | 02 | 05 |     |
|   | 13 | 06 | 13 |     |
|   |    | 0  | 1  | (2) |

| 0 | 01 | 02 | 05 |     |
|   | 13 | 06 | 13 |     |
|   |    | 0  | 1  | (2) |

| 0 | 01 | 02 | 05 |     |
| 6 | 13 | 06 | 13 |     |
|   | 1  | 0  | 1  | (2) |

A következő lépésben további feldolgozásra 06-ot kapunk. Ebből elhagyhatjuk a vezető nullát, és a feldolgozást közvetlenül a 6-os jeggyel kezdhetjük.
|  | 0  | 01 | 02 | 05 |     |
|  | 06 | 13 | 06 | 13 |     |
|  |    | 1  | 0  | 1  | (2) |

|   | 0  | 01 | 02 | 05 |     |
| 3 | 06 | 13 | 06 | 13 |     |
|   | 0  | 1  | 0  | 1  | (2) |

A következő adódó hányados a 3.
|  |    | 0  | 01 | 02 | 05 |     |
|  | 03 | 06 | 13 | 06 | 13 |     |
|  |    | 0  | 1  | 0  | 1  | (2) |

|   |    | 0  | 01 | 02 | 05 |     |
| 1 | 03 | 06 | 13 | 06 | 13 |     |
|   | 1  | 0  | 1  | 0  | 1  | (2) |

Most már csak egy egyes van hátra.
|  |    |    | 0  | 01 | 02 | 05 |     |
|  | 01 | 03 | 06 | 13 | 06 | 13 |     |
|  |    | 1  | 0  | 1  | 0  | 1  | (2) |

|   |    |    | 0  | 01 | 02 | 05 |     |
| 0 | 01 | 03 | 06 | 13 | 06 | 13 |     |
|   | 1  | 1  | 0  | 1  | 0  | 1  | (2) |

|   |    |    | 0  | 01 | 02 | 05 |     |
| 0 | 01 | 03 | 06 | 13 | 06 | 13 |     |
|   | 1  | 1  | 0  | 1  | 0  | 1  | (2) |

Ezután az eljárás befejeződik, mivel a hányadosok oszlopába csak egy nulla kerül. Az eredménysorban a szám 2-es számrendszerbeli alakja áll, a jegyek helyes sorrendjében.

## Lebegőpontos szorzás és osztás
A Horner-elrendezés gyors és hatékony módja annak, hogy kettes számrendszerben végezzen szorzásokat egy mikrokontroller, aminek nincs beépített szorzóegysége. Az egyik számot polinomnak tekinti, ahol 2 = x. Ezután 2-t és hatványait kiszorozza.
Például 0,15625 és az m szám szorzata:
{\displaystyle {\begin{aligned}(0.15625)m&=(0.00101_{b})m=(2^{-3}+2^{-5})m=(2^{-3})m+(2^{-5})m\\[4pt]&=2^{-3}(m+(2^{-2})m)=2^{-3}(m+2^{-2}(m)).\end{aligned}}}
Két kettes számrendszerbeli szám, d és m szorzatának kiszámítása:
1. Egy regiszterben eltárolja a d számot, ide később a köztes eredményt menti.
2. Az m legkisebb helyi értékű szignifikáns jegyével kezdve:
2b. Megszámolja, hány nulla van a következő szignifikáns jegyig. Ha nincs több szignifikáns jegy, akkor a jelenlegi bit helyét veszi.
2c. Ezzel az értékkel baleltolást hajt végre a köztes eredményt tároló regiszterben.
3. Ha nincs több szignifikáns bit, akkor a köztes eredményt tartalmazó regiszterben a végeredmény van. Különben ehhez még hozzáadja d-t, és folytatja a 2. lépéssel.
Általában egy {\displaystyle d_{3}d_{2}d_{1}d_{0}} bitekből álló kettes számrendszerbeli szám esetén a szorzat:
{\displaystyle (d_{3}2^{3}+d_{2}2^{2}+d_{1}2^{1}+d_{0}2^{0})m=d_{3}2^{3}m+d_{2}2^{2}m+d_{1}2^{1}m+d_{0}2^{0}m}
Ebben az algoritmusban a nulla bitek kimaradnak, ezért csak azokat a biteket számolja, amelyeknek értéke 1, így a nullával való osztás nem fordulhat elő. A leosztással kapott egyenlet:
{\displaystyle =d_{0}\left(m+2{\frac {d_{1}}{d_{0}}}\left(m+2{\frac {d_{2}}{d_{1}}}\left(m+2{\frac {d_{3}}{d_{2}}}(m)\right)\right)\right).}
Mivel minden nevező értéke egy, azért
{\displaystyle =d_{0}(m+2{d_{1}}(m+2{d_{2}}(m+2{d_{3}}(m)))),}
vagy ekvivalensen:
{\displaystyle =d_{3}(m+2^{-1}{d_{2}}(m+2^{-1}{d_{1}}(m+{d_{0}}(m)))).}
Kettes számrendszerben a kettő hatványaival való szorzás és osztás ugyanaz, mint a megfelelő számú bittel végzett eltolás. Például a 2−1 megfelelője egy jobbra eltolás, a 20 = 1 megfelelője helyben maradás, azaz eltolás nullával, és 21 megfelelője egy balratolás. Ezzel a kettes számrendszerbeli szorzás visszavezethető eltolásokra, kivonásokra és összeadásokra.
A módszer gyors azokon a processzorokon, amelyek egy utasításkészletűek, és eltolás és összeadás akkumulációra képesek. A C lebegőpontos könyvtárral összehasonlítva a Horner-módszer pontatlanabb, de gyorsabb: névlegesen 13-szor gyorsabb, és CSD (kanonikus előjeles bit) esetén 16-szor gyorsabb, és a kódtérnek csak 20%-át használja.

## Implementációk

### Octave
A fenti példa készítéséhez ezt az Octave implementációt használták:
```
function
 
[y b] = horner
(
a,x
)

  
% Input a is the polynomial coefficient vector, x the value to be evaluated at.

  
% The output y is the evaluated polynomial and b the divided coefficient vector.

  
b
(
1
)
 
=
 
a
(
1
);

  
for
 
i
 
=
 
2
:
length
(
a
)

    
b
(
i
)
 
=
 
a
(
i
)
+
x
*
b
(
i
-
1
);

  
end

  
y
 
=
 
b
(
length
(
a
));

  
b
 
=
 
b
(
1
:
length
(
b
)
-
1
);

end

```

### Python
Az alábbi kód Pythonban valósítja meg az algoritmust:
```
def
 
horner
(
x
,
 
*
polynomial
):

    
"""A function that implements the Horner Scheme for evaluating a

    polynomial of coefficients *polynomial in x."""

    
result
 
=
 
0

    
for
 
coefficient
 
in
 
polynomial
:

        
result
 
=
 
result
 
*
 
x
 
+
 
coefficient

    
return
 
result

```

### C nyelven
Ez C-ben íródott:
```
double
 
HornerEvaluate
 
(
double
 
x
,
 
double
 
*
 
CoefficientsOfPolynomial
,
 
unsigned
 
int
 
DegreeOfPolynomial
)

{

    
/*

        We want to evaluate the polynomial in x, of coefficients CoefficientsOfPolynomial, using Horner's method.

        The result is stored in dbResult.

    */

    
double
 
dbResult
 
=
 
0.0
;

    
int
 
i
;

    
for
(
i
 
=
 
DegreeOfPolynomial
;
 
i
 
>=
 
0
;
 
i
--
)

    
{

        
dbResult
 
=
 
dbResult
 
*
 
x
 
+
 
CoefficientsOfPolynomial
[
i
];

    
}

    
return
 
dbResult
;

}

```

Explicit szorzás-akkumulációt használó változat, az FMA utasításkészletet támogató processzorokon gyorsabb:
```
// gcc -std=c11 -lm horner.c -o horner

#include
 
<math.h>

double
 
horner_fma
(
double
 
x
,
 
const
 
double
 
*
coeffs
,
 
size_t
 
count
)

{

    
double
 
result
 
=
 
0.0
;

    
for
 
(
int
 
idx
 
=
 
count
-1
;
 
idx
 
>=
 
0
;
 
idx
--
)

        
result
 
=
 
fma
(
result
,
 
x
,
 
coeffs
[
idx
]);

    
return
 
result
;

}

```

## Hatékonysága
A naiv módszer többnyire n összeadást és (n2 + n)/2 szorzást igényel. Feltételezzük, hogy az egyes hatványokat ismételt szorzással számoljuk külön-külön, tehát nem használjuk fel a más monomokhoz kiszámított hatványt. Iteratív kiértékeléssel a szorzások száma 2n − 1-re csökkenthető, ez felhasználja az előző monomokhoz kiszámított hatványokat. Numerikus adatokkal számolva 2n-szer x jegyeinek számát kell eltárolni, mivel a kiértékelt polinomnak a nagyságrendje xn, ezért várhatóan ennyi jegye lesz a végeredménynek, és még xn-t is tárolni kell. Horner-elrendezéssel mindössze n szorzásra és n összeadásra van szükség, a tárhely pedig legfeljebb x jegyeinek számának n -szerese. Alternatív módszerrel a Horner-elrendezés n szorzás-akkumulációt igényel. A Horner-elrendezés a polinom k-adik deriváltjának kiszámítására is alkalmas, ehhez kn szorzást és összeadást használ.
A Horner-elrendezés optimális abban az értelemben, hogy bármely, tetszőleges polinomot kiértékelő algoritmus legalább ennyi műveletet igényel. Alexander Ostrowski 1954-ben bizonyította, hogy az összeadások száma minimális. Victor Pan 1966-ban bizonyította, hogy a szorzások száma minimális. Mátrixok helyettesítése esetén azonban a Horner-elrendezés javítható.
Mátrixok esetén akkor optimális a Horner-elrendezés, ha a prekondicionálás nincs megengedve. Ez akkor szokásos, ha csak egyszer értékeljük ki a polinomot. Ha azonban a prekondicionálás megengedett, akkor gyorsabb algoritmusok is léteznek, amelyek transzformálják a polinom reprezentációját. Általában, az n-edfokú polinom kiértékeléséhez {\displaystyle {\scriptstyle {\left\lfloor n/2\right\rfloor +2}}} szorzás és n összeadás szükséges.

## Fordítás
- Ez a szócikk részben vagy egészben  a   Horner's method című angol Wikipédia-szócikk fordításán alapul.  Az eredeti cikk szerkesztőit annak laptörténete sorolja fel. Ez a jelzés csupán a megfogalmazás eredetét és a szerzői jogokat jelzi, nem szolgál a cikkben szereplő információk forrásmegjelöléseként.
- Ez a szócikk részben vagy egészben  a   Horner-Schema című német Wikipédia-szócikk fordításán alapul.  Az eredeti cikk szerkesztőit annak laptörténete sorolja fel. Ez a jelzés csupán a megfogalmazás eredetét és a szerzői jogokat jelzi, nem szolgál a cikkben szereplő információk forrásmegjelöléseként.